# یواس‌اس اوتول (دی‌ئی-۵۲۷)
یواس‌اس اوتول (دی‌ئی-۵۲۷) (به انگلیسی: USS O'Toole (DE-527)) یک کشتی بود که طول آن ۲۸۹ فوت ۵ اینچ (۸۸٫۲۱ متر) بود. این کشتی در سال ۱۹۴۳ ساخته شد.